# Artnos
Artnos is een Nederlands gitaarmerk van de uit Vlissingen afkomstige gitaarbouwer Aart Noest (28 november 1948 — 6 september 2007). Deze restaurantkok begon met hout te werken en daar instrumenten te bouwen, met name gitaren.
Na diverse experimenten leerde hij het vak van Sjak Zwier een ervaren meester gitaarbouwer uit Vlissingen die onder andere gitaren bouwt voor Paskal Jakobsen, de leadzanger van BLØF. In 2002 was Noest voor zichzelf begonnen en in 2006 opende hij zijn eigen zaak in Vlissingen op het Bellamy Park. Er zijn een vijftigtal gitaren van Artnos in omloop.